# Spatule (cuisine)
Pour les articles homonymes, voir Spatule.
Une spatule, maryse, ou encore langue de chat  ou langue de belle-mère est un ustensile de cuisine servant à racler le fond des récipients.
Elle est parfois appelée « spatule souple », « ramasse-pâte », « lèche-plat », « langue de chat », « ratrucheuse » en Picardie, ou bien encore « lécheuse » en Suisse, ou « lèche-tout », en Belgique ou en Alsace, ou même « pelpe » dans le nord de la France. Souvent, elle est confondue avec le coupe-pâte.

## Modèles

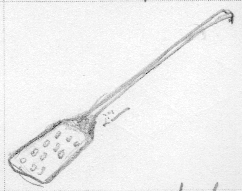
Spatule à réduction
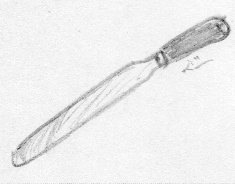
Spatule inox fine
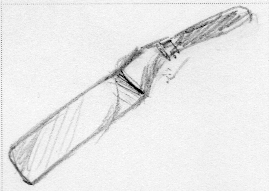
Spatule large coudée
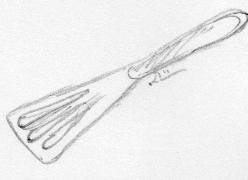
Spatule triangulaire ajourée
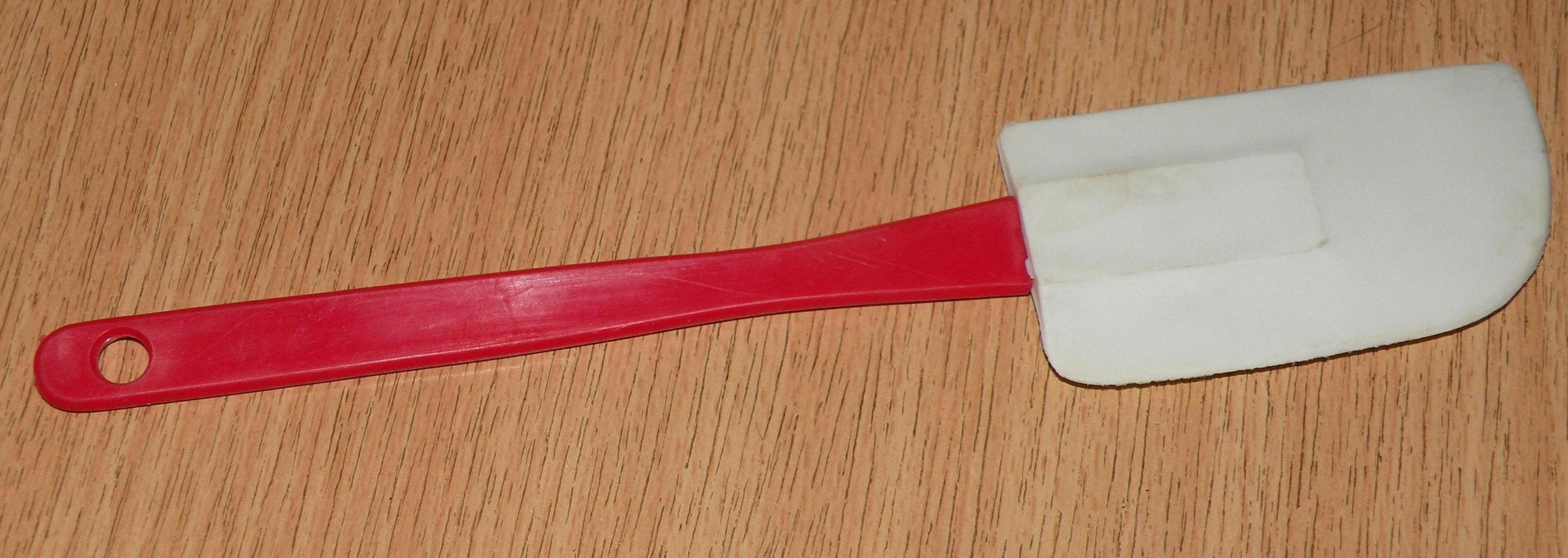
Maryse

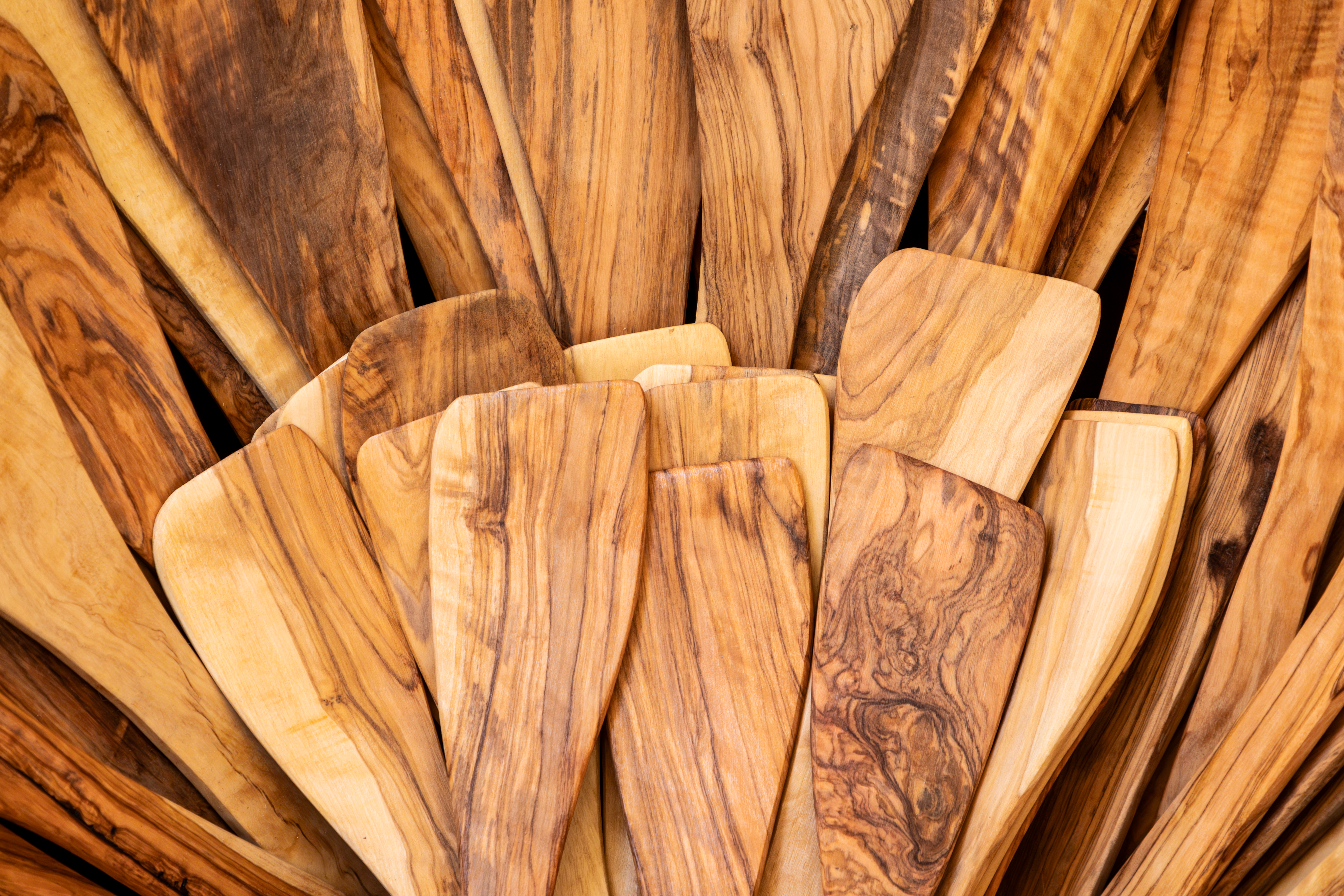
Spatules en bois d'olivier, vendues en Crète. Septembre 2023.

Il existe aussi une petite palette en plastique, sans manche et en forme de demi-cercle légèrement incurvé, qui a le même usage et qui s'appelle une « corne » ou « râcle-tout ». Cet ustensile est surtout utilisé en boulangerie-pâtisserie.
Les spatules au bout d'un manche, appelées « lèche-tout » ou « maryse », sont soit en caoutchouc (qui a l'inconvénient de se dessécher), soit en silicone. Il existe aussi des versions tout en plastique souple, faites donc en un seul morceau.

## Usages
Elle sert aussi à mélanger avec douceur, avec une technique précise pour ne pas « casser » les blancs d'œufs ou la crème fouettée, avec d'autres ingrédients dans nombre de recettes de desserts.